# Das Gangster-Syndikat
Das Gangster-Syndikat (Originaltitel: 36 Hours) ist ein Kriminalfilm aus dem Jahr 1953, der in britisch-US-amerikanischer Co-Produktion entstand. In dem von Montgomery Tully inszenierten Film noir übernahm Dan Duryea die Hauptrolle.

## Handlung
Major Rogers von der US-Army hat sich unerlaubt von seiner Einheit entfernt und muss innerhalb von 36 Stunden zurück sein, um nicht entdeckt zu werden. Er reist nach London, um seine Frau Katie zu besuchen, die er seit einem Jahr nicht gesehen hat. Als er jedoch seine Wohnung betritt, findet er sie verlassen vor. Er befragt seine Freundin und Nachbarin Pam Palmer, die ihm widerstrebend mitteilt, dass Katie eine Wohnung im West End genommen hat, nachdem Rogers ein Jahr lang eine angeblich dreimonatige Ausbildung in Amerika absolviert hatte. Rogers fährt zu der Adresse und erwischt den Portier Harry Cross, wie er die Telefongespräche der Mieter mithört. Rogers erpresst Harry, ihm einen Schlüssel zu Katies Wohnung zu geben. Drinnen zieht er seine Waffe heraus und erinnert sich an ihre Begegnung.
Rogers bewundert Katie, eine schöne norwegische Offizierin, auf einem Bahnhof und ist enttäuscht, als sie ihn zurückweist. Doch im Zug treffen sie sich wieder und verlieben sich schnell ineinander. Innerhalb weniger Monate heiraten sie und beziehen eine Wohnung in London, wo Rogers sich einen Job als Fluglehrer sichert. Als sich für ihn die Gelegenheit bietet, eine Ausbildung in Amerika zu absolvieren, die seine Karriere voranbringt, belügt er Katie, dass es nur drei Monate dauern wird. Katie fürchtet, allein gelassen zu werden, und besteht auf seinem Rücktritt. Sie streiten sich zum ersten Mal und obwohl sie sich versöhnen, ist sie immer noch verärgert, nachdem er gegangen ist. 
In der Gegenwart hat sich Rogers an der Bar bedient und wird ohnmächtig, gerade als Katie nach Hause kommt. Sie erschrickt, als der Zollbeamte Orville Hart aus seinem Versteck hinter den Vorhängen hervortritt und sie nach „ihnen“ fragt. Als Katie sich weigert, schießt er mit Rogers Waffe auf sie, drückt dem Major die Waffe in die Hand, ruft die Polizei und geht. Rogers wacht auf und hört die Polizei draußen. Als er merkt, was passiert ist, schnappt er sich die Waffe und flieht nach draußen, wo er durch das Fenster der Missionsmitarbeiterin Jenny Miller klettert. Obwohl sie zunächst Angst hat, glaubt sie Rogers Geschichte und versteckt ihn vor der Polizei. Unterdessen befragt der mit dem Fall befasste Polizeiinspektor Harry, der aus Angst nichts zugibt, und weist dann seine Männer an, Rogers ausfindig zu machen, von dem sie glauben, dass er sich in Amerika aufhält. 
Nachdem er bei Jenny geschlafen hat, erfährt Rogers, der weiß, dass ihm nur noch zwei Tage bleiben, um Katies Mörder zu fassen und seinen eigenen Namen reinzuwaschen, von Harry, dass ein Zollbeamter namens Hart regelmäßig in Katies Wohnung zu Gast war. Rogers sucht Hart auf und verrät, dass er glaubt, der Mörder habe nach dem Schlüssel zu einem Schließfach gesucht, den er besitzt. Nachdem Hart sich weigert, mit ihm zu sprechen, bittet Rogers Jenny, sich als Katie auszugeben, um das Schließfach zu öffnen und herauszufinden, was sich darin befindet. Sie stimmt widerstrebend zu, doch sobald sie den Safe öffnet, verhaftet Hart sie, weil sie Katies Namen benutzt hat. Anstatt sie jedoch zur Polizei zu bringen, bringt er sie zu sich nach Hause und belügt sie, dass Rogers Katie getötet habe, um seinen Schmuggelring zu schützen.
Währenddessen kehrt Rogers in seine Wohnung zurück, wo er einen Angriff des jungen Henry Slauson abwehrt, der offenbart, dass er Katie liebt und von Hart gedrängt wurde, ihren Tod zu rächen. Rogers überzeugt Henry von seiner Unschuld und erfährt, dass Hart Henrys Onkel, einen Diamantenschmuggler, erpresst hat. Henry gibt Rogers einen Brief von Katie, den er seit Monaten versteckt hat und in dem detailliert beschrieben wird, wie Hart Katie dazu zwang, Informationen über Schmuggler zu sammeln, und diese Informationen dann nutzte, um sie zu erpressen. Als sie Harts Plan entdeckte, versuchte sie aufzuhören, aber er drohte, sie bloßzustellen, was sie dazu veranlasste, Rogers um Hilfe zu bitten. Nachdem er den Brief gelesen hat, ruft Rogers Jenny an, die von Hart gezwungen wird, ihn zu der Mission zu locken, in der sie arbeitet. Dort wird er von zwei von Harts Handlangern angegriffen, die sich als Polizisten ausgeben. Nachdem er sie beide bewusstlos geschlagen hat, beschuldigt er Jenny, ihn hintergangen zu haben. 
Rogers und Henry besuchen Henrys Onkel, der ihnen erzählt, dass Katie aufgezeichnet hat, wie Henry das Schmuggelgeschäft seines Onkels gestanden hat. Obwohl Katie behauptete, die Aufzeichnungen vernichtet zu haben, vermutet Slauson, dass Hart glauben muss, dass sich die Aufzeichnungen im Schließfach befinden. In diesem Moment tritt Hart mit einer Waffe aus dem Schatten, aber Slauson ergreift sie. Rogers bietet Slauson als Gegenleistung für die Auslieferung Harts den Schließfachschlüssel an, doch bevor sie den Austausch durchführen können, ergreift Hart erneut die Waffe. Rogers stachelt Henry an, indem er Katies langsamen Tod beschreibt. Gerade als Henry Hart angreift, treffen Jenny und die Polizei ein, Hart wird festgenommen. Später öffnen sie das Schließfach und stellen fest, dass Katie die Aufzeichnungen wirklich zerstört hat. Rogers bereitet sich auf die Rückkehr nach Amerika vor, fragt Jenny jedoch, ob sie in Kontakt bleiben können.

## Hintergrund
Gedreht wurde der Film ab Mai 1953 in den Bray Studios.
Jimmy Sangster arbeitete als Regieassistent, Henry Richardson fertigte den Endschnitt. 

## Veröffentlichung
Die Premiere des Films fand am 26. November 1953 in Los Angeles statt. Im Vereinigten Königreich kam er am 25. Oktober 1954 in die Kinos, in der Bundesrepublik  Deutschland am 21. Oktober 1955, in Österreich im Februar 1956.

## Kritiken
Das Lexikon des internationalen Films schrieb: „Mittelmäßiger Gangsterfilm aus der Unterwelt von London.“